# Conrad II de Lusace
Conrad II, connu également sous le nom de Conrad II de Landsberg, né après 1159 et mort le 6 mai 1210, est un prince de la maison de Wettin, fils du margrave Dedo III de Lusace. Il fut margrave de Lusace et comte d'Eilenbourg de 1190 jusqu'à sa mort. En 1207 il a hérité aussi du comté de Groitzsch et de Sommerschenbourg.  

## Biographie
Conrad II est le fils cadet du margrave Dedo III de Lusace et de son épouse Matilde (morte en 1189), fille du seigneur Gossuin II de Heinsberg (Westphalie), sœur de l'archevêque Philippe Ier de Cologne et l'heritière de Sommerschenbourg. Son père a hérité des domaines de la lignée des comtes de Groitzsch, descendants du margrave Wiprecht (mort en 1124) ; il fut nommé margrave de Lusace par l'empereur Frédéric Barberousse à la mort de son frère aîné Thierry II en 1185. 
Conrad II lui-même a reçu la marche de Lusace et le comté d'Eilenbourg à la suite de la mort de son père en 1190. En 1195, l'empereur Henri VI prononce la confiscation de la marche de Misnie après la mort du margrave Albert Ier ce qui fait de  Conrad le noble de plus haut rang de la région et le représentant de la lignée aînée de la maison de Wettin. Il est resté fidèlement attaché à la maison de Hohenstaufen.
En 1196, il traverse l'Italie afin de s'embarquer à Bari, pour se rendre en Terre sainte pour participer à la croisade d'Henri VI. À Saint-Jean-d'Acre, il a participé à la réorganisation de l'ordre Teutonique. Après la mort du souverain, le 28 septembre 1197, il rentre chez lui de nouveau en traversant l'Italie. Dans le conflit des guelfes et gibelins successif, il représentait le parti de Philippe de Souabe. Ce n'est qu'après l'assassinat de Philippe en 1208 que Conrad et son cousin Thierry Ier, nommé margrave de Misnie après la restauration du margraviat par Philippe en 1198, ont reconnu la suprématie du roi Otton IV.
En 1207, Conrad hérite également les seigneuries de Groitzsch et Sommerschenburg après la mort de son aîné Thierry (Dietrich), auparavant chanoine à la cathédrale de Magdebourg. La même année, il organise un Landtag au château de Delitzsch. Il contestait avec le royaume de Pologne pour contrôler le pays de Lubusz.
Il meurt le 6 mai 1210 et est inhumé comme les autres membres de sa famille dans l'abbaye de Zschillen à Wechselburg, lorsque son épouse Elisabeth est inhumée dans l'abbaye de Dobrilugk. Comme il n'a pas d'héritiers mâles, la lignée des margraves s'éteignit et ses domaines passent à son cousin Thierry Ier de Misnie. Après 1210, le maintien d'une marche de Lusace comme entité indépendante fut bref, elle fut d'abord contrôlée par les margraves de Misnie puis les margraves de Landsberg avant d'être vendue aux margraves de Brandebourg en 1303. Finalement, en 1367, l'électeur Othon V la vendait à la couronne de Bohême.

## Union et postérité
Conrad II avait épousé Élisabeth (née vers 1152 et morte le 2 avril 1209), fille de Mieszko III le Vieux, duc de Grande-Pologne, et veuve du duc Sobeslav II de Bohême († 1180) qui lui a donné trois enfants :
- Conrad (vivant en 1207; mort avant le 6 mai 1210) ;
- Mathilde († 1225 à Salzwedel, inhumée dans l'abbaye de Lehnin), elle épouse en août 1205 le margrave Albert II de Brandebourg (mort le 25 février 1220) ;
- Agnès de Wettin dite de  Landsberg († 1248), fondatrice de l'abbaye de Wienhausen où elle est inhumée; épouse en 1211 de Henri IV (mort le 28 avril 1227), comte palatin du Rhin, frère de l'empereur Otton IV.

## Source
- (en) Cet article est partiellement ou en totalité issu de l’article de Wikipédia en anglais intitulé « Conrad II, Margrave of Lusatia » (voir la liste des auteurs), édition du 26 avril 2014.